# Sweeny Inlet
Das Sweeny Inlet ist eine vereiste Bucht vor der Bakutis-Küste des westantarktischen Marie-Byrd-Lands. Sie liegt zwischen der Spaulding-Halbinsel und der Martin-Halbinsel und markiert das südöstliche Ende des Getz-Schelfeises. In die Bucht hinein mündet der Glasgow-Gletscher.
Der United States Geological Survey kartierte die Bucht anhand eigener Vermessungen und Luftaufnahmen der United States Navy aus den Jahren von 1959 bis 1967. Das Advisory Committee on Antarctic Names benannte sie nach Timothy A. Sweeny von der United States Army, befehlshabender Offizier bei der Bergung von Flugzeugen des Typs LC-130 am Dome Charlie während der Operation Deep Freeze des Jahres 1976.